# Xã Liberty, Quận Holt, Missouri
Xã Liberty (tiếng Anh: Liberty Township) là một xã thuộc quận Holt, tiểu bang Missouri, Hoa Kỳ. Năm 2010, dân số của xã này là 195 người.